# Amerika (歌曲)
"Amerika"是德国战车的一首单曲，于2004年9月發行。

## 内容
歌曲涉及了在世界范围内有影响的美国文化，歌曲的两节由德语演唱，其余由德式英语演唱：We're all living in Amerika, Amerika ist wunderbar, We're all living in Amerika, Amerika, Amerika。乐队认为这是对美国化的讽刺，诸如可口可乐，神奇胸罩，米老鼠。

## 音樂影片
MV展示了乐队成员在月球上穿着阿波罗计划服装，在上面玩弹珠台以及展示一些常规美国文化或美国产品例如香烟，暗示美国文化无处不在。高科技的场面跟原住民部落形成了鲜明的文化对比，在MV结尾，乐队其实一直在一个摄影棚内搭建的月球上，暗指阿波罗登月计划阴谋论。Rammstein的主唱Till Lindemann穿太空服的名称“Armstrong”指的是尼尔·阿姆斯特朗。

## 现场
在演唱会现场演唱时，Flake往往会骑着思维车，舞台上会喷出有红、白、蓝的纸屑。